# Waiting for Tonight
"Waiting for Tonight" (tạm dịch: "Đợi chờ Đêm nay") là ca khúc được trình bày bởi nhóm nhạc Pop 3rd Party trích từ album năm 1997 của họ, Alive. Ca sĩ nhạc Pop người Mỹ Jennifer Lopez đã thu âm lại ca khúc cho album đầu tay của mình, On the 6 (1999). Ca khúc trở thành đĩa đơn thứ ba nằm trích từ album và là bản cover (trình diễn lại) thành công nhất trong ngành âm nhạc từ trước đến nay.
Sau khi được phát hành vào năm 1999, ca khúc vươn lên vị trí thứ 8 tại Mỹ và thứ 5 tại Anh. Ngoài ra, ca khúc còn giành được một đề cử Giải Grammy năm 2000 cho Thu âm nhạc Dance xuất sắc nhất và được xuất hiện trong trò chơi Dance Dance Revolution.
Ca khúc còn có một phiên bản tiếng Tây Ban Nha mang tên "Una Noche Más" ("Thêm một đêm") và đồng thời xuất hiện trong On the 6. Ca sĩ người Ý Lil' Love và nhóm Taintstick đồng thời đã thu âm lại của ca khúc này.

## Thông tin ca khúc
Ca khúc được viết bởi Maria Christiansen, Michael Garvin, và Phil Temple. Phiên bản đầu tiên của ca khúc được sản xuất bởi LCD. Còn bản của Lopez được sản xuất bởi Ric Wake.
"Waiting for Tonight" giành được một đề cử Giải Grammy năm 2000 cho hạng mục Thu âm nhạc Dance xuất sắc nhất. Cùng năm này, video của ca khúc còn thắng giải Video nhạc Dance xuất sắc và đề cử cho Video có vũ đạo xuất sắc tại giải MTV Video Music Awards
Năm 2004, Lopez đã trình diễn bản phối lại của Hex Hector khi trở thành khách mời trong bộ phim Will & Grace và trình diễn ca khúc tại Buổi tiệc mừng năm mới 2010 của kênh ABC

## Diễn biến trên bảng xếp hạng
Tại Mỹ, "Waiting for Tonight" xuất hiện trên bảng xếp hạng với vị trí #56 và leo lên vị trí #37 vào ngày 23 tháng 10 năm 1999. Khiến "If You Had My Love" rơi xuống vị trí #40 trên bảng xếp hạng Billboard Hot 100. Nhờ vào video ca nhạc khá sôi động khi mô tả bữa tiệc mừng năm mới hoành tráng, "Waiting for Tonight" sau đó đã công phá tất cả các bảng xếp hạng khác, vươn lên vị trí thứ 8 vào ngày 4 tháng 12 và giữ vững vị trí trong hai tuần liên tiếp.

## Video ca nhạc
Video được đạo diễn bởi Francis Lawrence, bắt đầu với cảnh Lopez và bạn bè đang chuẩn bị cho bữa tiệc giao thừa. Sau đó họ lên một chiếc thuyền và băng qua sông, đi đến bữa tiệc trong rừng. Xen kẽ với câu chuyện là cảnh Lopez trình diễn với những ánh đèn màu xanh, nhảy trong rừng, đứng dưới một dòng suối và hình ảnh cô được đính lên người những hạt kim sa lấp lánh. Gần cuối video, một chiếc đồng hồ lớn báo hiệu rằng năm 2000 đã bắt đầu. Đèn sau đó đã bị tắt, nhưng lại được tiếp tục bật trở lại khi đồng hồ báo hiệu năm mới. Mọi người sau đó tiếp tục nhảy múa điên cuồng và vui vẻ đón năm mới.
Phiên bản video phối lại của Hex Hector và bản tiếng Tây Ban Nha có thể tìm thấy trên mạng.

## Danh sách ca khúc

### Phiên bản của Jennifer Lopez
Đĩa CD Anh 2
1. "Waiting for Tonight" – 4:06
2. "Waiting for Tonight" (Hex's Momentous Radio Edit) – 3:52
3. "Waiting for Tonight" (Futureshock Midnight at Mambo Remix) – 8:36

Đĩa CD Anh 2
1. "Waiting for Tonight" – 4:06
2. "Waiting for Tonight" (Metro Mix) – 5:53
3. "Waiting for Tonight" (Pablo's Miami Mix Radio Edit) – 4:01

Băng cassette
1. "Waiting for Tonight" – 4:06
2. "Waiting for Tonight" (Metro Mix) – 5:53

Đĩa đơn CD châu Âu
1. "Waiting for Tonight" (Bản của Album) – 4:06
2. "Waiting for Tonight" (Pablo's Miami Mix Radio Edit - Song ngữ) – 3:59

Đĩa đơn CD Maxi châu Âu
1. "Waiting for Tonight" (Bản của Album) – 4:06
2. "Waiting for Tonight" (Pablo's Miami Mix Radio Edit - Song ngữ) – 3:59
3. "Waiting for Tonight" (Hex's Momentous Radio Mix) – 3:52
4. "Waiting for Tonight" (Metro Mix) – 5:53

Đĩa đơn CD của Úc
1. "Waiting for Tonight" (Bản của Album) – 4:06
2. "Waiting for Tonight" (Pablo's Miami Mix Radio Edit - Song ngữ) – 3:59
3. "Waiting for Tonight" (Hex's Momentous Radio Mix) – 3:52
4. "If You Had My Love" (Metro Club Mix) – 6:08

Đĩa đơn CD của Úc (Phiên bản Phối lại)
1. "Waiting for Tonight" (Hex Hector Vocal Remix Extended) – 11:15
2. "Waiting for Tonight" (Hex Hector Dub) – 6:31
3. "Waiting for Tonight" (Metro Club Mix) – 5:54
4. "Waiting for Tonight" (Pablo Flores Miami Mix - Tiếng Anh) – 10:01
5. "Waiting for Tonight" (Hex's Momentous Video Remix) – 4:34

Đĩa đơn 12-inch của Mỹ #1
A1. "Waiting for Tonight" (Hex's Momentous Club Mix) – 11:15
A2. "Waiting for Tonight" (Pablo Flores Miami Radio Edit - Song ngữ) – 3:56
B1. "Waiting for Tonight" (Pablo Flores Miami Mix) – 10:00
B2. "Waiting for Tonight" (Hex's Momentous Video Edit) – 4:50
Đĩa đơn 12-inch của Mỹ #2
A1. "Waiting for Tonight" (Metro Mix) – 5:53
A2. "Waiting for Tonight" (Pablo's Miami Mix Radio Edit - Song ngữ) – 3:59
B1. "Waiting for Tonight" (Futureshock Midnight at Mambo Remix) – 8:36
B2. "Waiting for Tonight" (Hex's Momentous Club Mix) – 11:17
Đĩa đơn quảng bá 12-inch của Mỹ #1
A1. "Waiting for Tonight" (Hex's Momentous Club Mix) – 11:17
A2. "Waiting for Tonight" (Hex's Momentous A Cappella) – 3:32
B1. "Waiting for Tonight" (Pablo's Miami Mix) – 10:04
B2. "Waiting for Tonight" (Pablo's Miami Mix - Radio Edit - Song ngữ) – 3:59
Đĩa đơn quảng bá 12-inch của Mỹ #2
A1. "Una Noche Más" (Pablo Flores Miami Mix) – 10:08
A2. "Waiting for Tonight" (Hex's Momentous Dub) – 6:31
B1. "Waiting for Tonight" (Matt & Vito's Vox Club Mix) – 9:00
B2. "Waiting for Tonight" (Power Dub) – 8:14
Đĩa đơn quảng bá 12-inch của Mỹ #3
A1. "Waiting for Tonight" (Metro Club Mix) – 5:51
A2. "Waiting for Tonight" (Bản của Album) – 4:06
B1. "Waiting for Tonight" (Pablo Flores Miami Mix) – 10:04
Đĩa đơn "Una Noche Más" của châu Âu
1. "Una Noche Más" (Pablo Flores Miami Mix Radio Edit - Tiếng Tây Ban Nha) – 3:58
2. "Una Noche Más" (Pablo Flores Miami Mix Radio Edit - Song ngữ) – 3:58
3. "Una Noche Más" (Pablo Flores Miami Mix - Tiếng Tây Ban Nha) – 10:01
4. "Una Noche Más" (Pablo Flores Miami Mix - Song ngữ) – 10:01

### Phiên bản của Lil' Love
Đĩa đơn 12-inch của Ý
A1. "Waiting for Tonight" (Extended Club Mix) – 7:09
A2. "Tonight" – 3:35
B1. "Waiting for Tonight" (L.O.B. Remix) – 6:17

## MTV Video Music Awards
| Năm  | Hạng mục                      | Kết quả   |
| ---- | ----------------------------- | --------- |
| 2000 | Vũ đạo Xuất sắc nhất          | Đề cử     |
| 2000 | Video nhạc nhảy Xuất sắc nhất | Đoạt giải |

## Xếp hạng
| Bảng xếp hạng (1999)                | Vị trí cao nhất |
| ----------------------------------- | --------------- |
| Úc (ARIA)                           | 4               |
| Áo (Ö3 Austria Top 40)              | 24              |
| Bỉ (Ultratop 50 Flanders)           | 15              |
| Bỉ (Ultratop 50 Wallonia)           | 4               |
| Canada (Canadian Hot 100)           | 9               |
| Phần Lan (Suomen virallinen lista)  | 8               |
| Pháp (SNEP)                         | 10              |
| Đức (GfK)                           | 15              |
| Ireland (IRMA)                      | 13              |
| Hà Lan (Dutch Top 40)               | 5               |
| Mexico                              | 1               |
| New Zealand (Recorded Music NZ)     | 5               |
| Na Uy (VG-lista)                    | 11              |
| Thụy Điển (Sverigetopplistan)       | 16              |
| Thụy Sĩ (Schweizer Hitparade)       | 14              |
| Anh Quốc (OCC)                      | 5               |
| Hoa Kỳ Billboard Hot 100            | 8               |
| Hoa Kỳ Dance Club Songs (Billboard) | 1               |

| Quốc gia    | Chứng nhận |
| ----------- | ---------- |
| Úc          | Bạch kim   |
| Pháp        | Bạc        |
| New Zealand | Vàng       |

| Năm  | Bảng xếp hạng                 | Vị trí cao nhất |
| ---- | ----------------------------- | --------------- |
| 1999 | Australian ARIA Singles Chart | 32              |
| 2000 | U.S. Billboard Hot 100        | 99              |